# Tenzin Wangyal Rinpoche

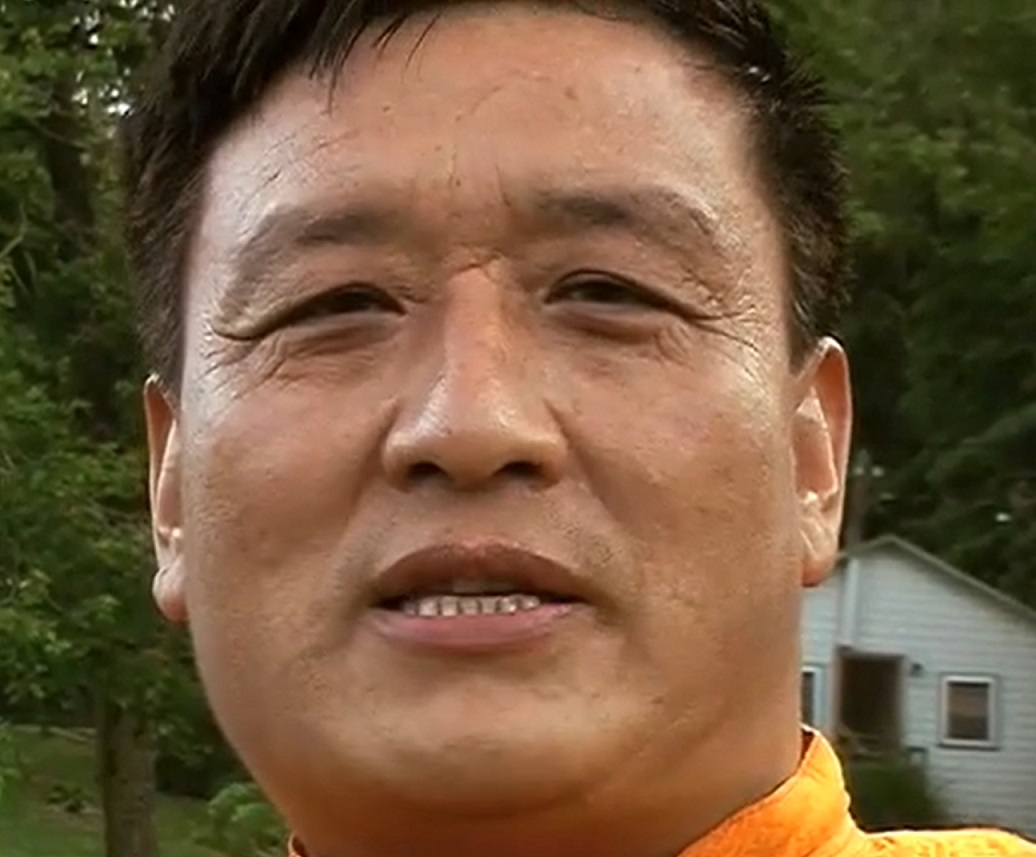
Tenzin Wangyal Rinpoche

Tenzin Wangyal Rinpoche (tib.: bstan 'dzin dbang rgyal rin po che; * 1961) ist Autor von Werken über Dzogchen, Yoga des Traums und luzide Träume. Er ist Gründer und Direktor des Instituts Ligmincha und mehrerer Chamma Ling genannter Zentren, die sich dem Studium und der Praxis der Bön-Tradition widmen.

## Biografie
Tenzin Wangyal wurde kurz nach der Flucht seiner Eltern vor der chinesischen Invasion Tibets in Amritsar, Indien, geboren. Sein Vater war ein Lama der Nyingma-Schule des tibetischen Buddhismus und seine Mutter eine Praktizierende der Bön-Tradition. Nach dem Tod seines Vaters heiratete seine Mutter nochmals einen Lama der Bön-Tradition. Bis zum Alter von 10 Jahren besuchte Tenzin Wangyal eine christliche Schule, dann ließen seine Eltern ihn in das Bön-Kloster Menri à Dolanji (Indien) eintreten, wo er zum Mönch geweiht wurde.
Er erhielt sowohl von Bön- als auch von Meistern des Buddhismus Unterricht. Seine wichtigsten Lehrer waren Lopön Tenzin Namdak Rinpoche  und Lopon Sangye Tenzin Rinpoche. Lopon Sangye Tenzin Rinpoche sah in ihm die Wiedergeburt des Khyung Tul Rinpoche, eines renommierten Meditierenden und Gelehrten.
Im Alter von 16 Jahren trat Tenzin Wangyal in die klösterliche Dialektische Schule ein. Dort begann er seine Karriere als Lehrer. Im Alter von 19 Jahren wurde er dann Direktor der Schule und übte diese Funktion vier Jahre lang aus.
1986 erhielt er den Grad eines Geshe. Zeitgleich wurde er an der Bibliothek der tibetischen Archive und (Meister-)Werke in Dharamsala angestellt und vom 14. Dalai Lama Tenzin Gyatso dazu ausgewählt, die Bön-Schule in der Delegiertenversammlung der tibetischen Exilregierung zu vertreten.
1989 begab sich Tenzin Wangyal nach Merigar in Italien, auf Einladung der Gemeinschaft des Chögyel Namkhai Norbu. Seit 1991 lebt er in den Vereinigten Staaten. Er hält zahlreiche Kurse in Europa und Amerika ab.

## Bibliographie (Auswahl)
Deutsch
- Der kurze Weg zur Erleuchtung. Dzogchen-Meditation nach den Bön-Lehren Tibets mit Theo Kierdorf und Hildegard Höhr:  Fischer, Frankfurt/Main, 1997; Neuauflage als Der direkte Weg zur Erleuchtung: Dzogchen-Meditation nach den Bön-Lehren Tibets, ISBN 978-3-426-29105-4
- Erleuchtung im Schlaf. Die tibetische Kunst des Traum-Yoga. Econ, 2003.
- Übung der Nacht. Tibetische Meditationen in Schlaf und Traum. Goldmann Verlag, 2008, ISBN 978-3-442-21806-6.
- Den feinstofflichen Körper aktivieren. (orig. Awakening the Sacred Body) arkana, München 2011, ISBN 978-3-442-33899-3.
- Die heilende Kraft des Buddhismus. Leben im Einklang mit den fünf Elementen. (orig. Healing with form, energy and light) Goldmann, München 2012, ISBN 978-3-442-21975-9.
- Die drei Tore zur Gelassenheit. (orig. Awakening the Luminous Mind) arkana, München 2013, ISBN 978-3-442-34137-5.

Englisch
- Mit Anne C. Klein: Unbounded Wholeness: Bon, Dzogchen, and the Logic of the Nonconceptual. Oxford University Press, 2006
- The Tibetan Yogas of Dream and Sleep. Snow Lion Publications, Ithaca, New York. (1998)
- Wonders of the Natural Mind. Snow Lion Publications, Ithaca, New York. (2000)
- Healing with Form, Energy, and Light. Snow Lion Publications, Ithaca, New York. (2002)
- Tibetan Sound Healing. Sounds True, Boulder, Colorado. (2006)